# Avenida Salvador Allende
A Avenida Salvador Allende é uma avenida do Rio de Janeiro. Serve de limite entre os bairros de Jacarepaguá e do Recreio dos Bandeirantes.
Antes, a avenida se chamava Avenida Arenápolis, em referência as dunas de areia e o solo típico de vegetação de restinga que existia nesta região da Barra da Tijuca e Recreio dos Bandeirantes. Seu nome foi uma sugestão do arquiteto Lucio Costa, e viria da junção da palavra do latim arena, derivado de areo, “ser árido, seco, sem água” com a do grego pólis (cidade), ficando "Cidade das Areias".

## Características
A Avenida Salvador Allende possui aproximadamente 7 quilômetros de extensão, e é uma importante via de circulação entre os bairros do Recreio dos Bandeirantes, Jacarepaguá, Camorim e Curicica. Na atualidade, é utilizada principalmente como ponte de ligação entre o Recreio dos Bandeirantes e a Linha Amarela, usando em conjunto a Avenida Embaixador Abelardo Bueno.
Nela localizam-se o Riocentro e o terreno onde ocorreu o Rock in Rio, chamado de Cidade do Rock.

## Problemas

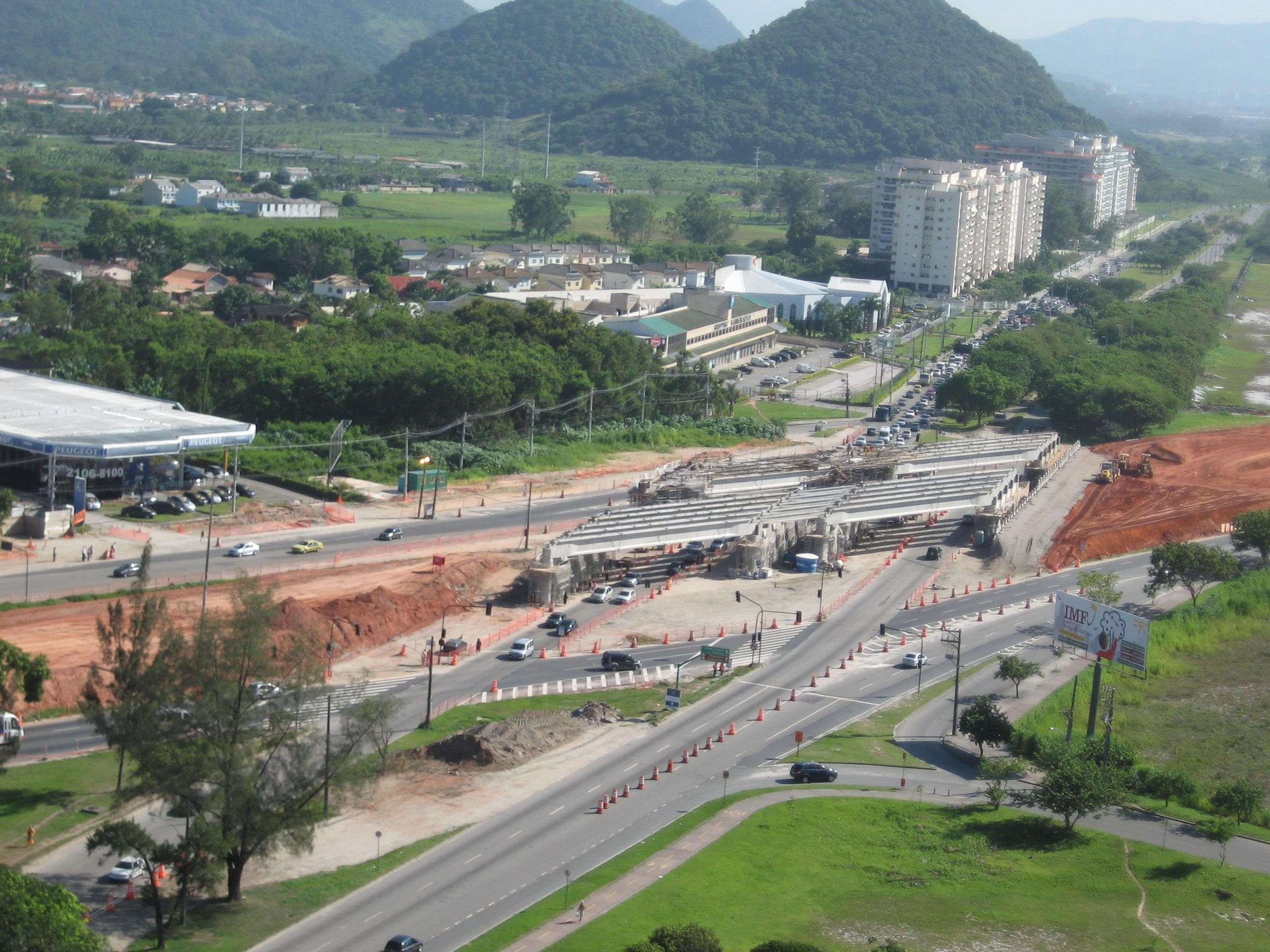
Construção de viaduto no cruzamento da Avenida das Américas com a Avenida Salvador Allende - Janeiro de 2011

Realizaram-se obras em vários trechos da avenida devido aos Jogos Olímpicos de 2016.
Também apresenta problemas de aumento expressivo do tráfego, devido ao crescimento do Recreio dos Bandeirantes. Em um de seus extremos, onde se cruza com a Avenida das Américas e a Avenida Alfredo Baltazar da Silveira, a apresentava congestionamentos constantes durante grande parte do dia devido a um cruzamento mal planejado que não permitia a travessia direta e que obrigava o motorista a passar por lentos e ineficientes sinais de trânsito. Em 2010, com o início das obras da Trans Oeste, iniciou-se a construção de um viaduto para a eliminação destes sinais. O viaduto foi concluído em maio de 2011.

## Jogos Olímpicos Rio 2016
A Avenida Salvador Allende foi um dos palcos principais para a realização das Olimpíadas Rio 2016. Nela foram construídas várias estruturas dos Jogos, inclusive a Vila Olímpica, erguida sobre o terreno da primeira Cidade do Rock.
A fim de melhorar as condições da avenida, viabilizando-a para a realização dos Jogos Olímpicos, foi realizado o projeto da Trans Olímpica, que transformou a Salvador Allende em parte de uma via expressa ligando o Recreio dos Bandeirantes a Deodoro, onde alguns eventos da Olimpíada, como hipismo e pentatlo, foram disputados. Pelo projeto , a via teria duas pistas centrais (com três faixas) e duas pistas laterais (com duas faixas), além de ciclovia.